# 皮弗特山
皮弗特山（英語：Mount Pivot），是南極洲的山峰，位於科茨地，處於哈斯洛普山和特恩派克海崖之間，屬於沙克爾頓山脈的一部分，海拔高度1,095米，在1957年由英聯邦探險隊繪入地圖，現時由南極條約體系管理。